# 罗曼·维克秋克
罗曼·格里戈里耶维奇·维克秋克（俄语：Роман Григорьевич Виктюк，1936年10月28日—2020年11月17日），俄罗斯及乌克兰戏剧导演、编剧。

## 生平
1936年生于利沃夫。1956年毕业于俄罗斯戏剧艺术学院。曾在利沃夫、特维尔、塔林、维尔纽斯、明斯克、基輔、敖德薩和莫斯科工作。1970年代中期活跃于莫斯科。1988年导演了让·热内的《女仆》，这是他最为出名的作品之一。1991年成立了以自己名字命名的剧院。2001年至2006年曾做客中心电视台脱口秀节目。2003年获俄罗斯联邦功勋艺术工作者称号。2006年获乌克兰人民艺术家称号。2009年获俄罗斯联邦人民艺术家称号。
2020年10月确认感染SARS-CoV-2，2020年11月17日逝世。